# Biessiergieniewskaja
Biessiergieniewskaja (ros. Бессергеневская) – stanica w Rosji, w obwodzie rostowskim, w rejonie oktiabrskim. W 2021 liczyła 1922 mieszkańców.